# Мингбулакский район
Мингбулакский район (тума́н; узб. Mingbuloq tumani / Мингбулоқ тумани) — район в Наманганской области Узбекистана. Административный центр — городской посёлок Джумашуй.

## История
Образован в 1952 году под названием Задарьинский район в составе Наманганской области. 14 декабря 1959 года был упразднён и включён в состав Тюря-Курганского района (часть территории при этом отошла Касансайскому и Наманганскому районам). В 1964 году восстановлен в составе Андижанской области.
В 1967 году возвращён в Наманганскую область. В 1992 году район был награждён Почётной грамотой Республики Узбекистан. 23 декабря 1994 года переименован в Мингбулакский район.

## Административно-территориальное деление
По состоянию на 1 января 2011 года, в состав района входят:
7 городских посёлков:
1. Гуртепа,
2. Джумашуй,
3. Довдук,
4. Куголикул,
5. Мадяровул,
6. Мехнатабад,
7. Узгариш.

7 сельских сходов граждан:
1. Алтынкуль,
2. Бустан,
3. Гульбаг,
4. Гуртепа,
5. Довдук,
6. Мехнатабад,
7. Момохан.